# 阿蘇惟前
阿蘇惟前（あそ これさき）是战国時代的武将。肥後國战国大名。阿蘇氏19代当主（阿蘇神社大宮司）。

## 经历
作为菊池武经（阿苏惟长）之子诞生。
永正10年（1513年），与阿蘇惟丰斗争胜利而在父・惟長的後見下继承阿蘇神社大宮司。永正14年（1517年），受到惟丰反击而逃亡八代。大永3年（1523年）攻陷了益城、堅志田城而支配了甲佐・砥用・中山。
天文12年（1543年），志田城被惟丰攻陷而再次逃亡八代。永祿3年（1560年）再次向阿蘇領小国发起侵攻但却被击退。

## 出典
- 熊本日日新聞編纂・発行『熊本県大百科事典』、1982年、19頁
- 阿蘇惟之編『阿蘇神社』学生社、2007年